# کریستین رودریگز (بازیکن فوتبال، زاده ۱۹۹۶)
کریستین رودریگز (انگلیسی: Cristian Rodríguez؛ زادهٔ ۱۵ مارس ۱۹۹۶) بازیکن فوتبال اهل اسپانیا است.
از باشگاه‌هایی که در آن بازی کرده‌است می‌توان به باشگاه فوتبال اکسترمادورا اشاره کرد.